# کلومب
شهر کلومب (به فرانسوی: Colombes) در شهرستان او-دو-سن در ناحیه ایل-دو-فرانس با جمعیت ۸۲٬۰۲۶ نفر در کشور فرانسه واقع شده‌است